# Joachim Eickmayer
Joachim Eickmayer (Bully-les-Mines, 11 januari 1993) is een Frans voetballer die speelt als middenvelder voor Vendée Les Herbiers Football. 
Hij speelde 10 wedstrijden in de Ligue 1 voor Sochaux, waar hij op 10 augustus 2013 debuteerde tegen Évian Thonon Gaillard.